# II najazd mongolski na Polskę
II najazd mongolski na Polskę – atak Mongołów na Polskę pod wodzą Burundaja na przełomie 1259 i 1260 roku.

## Geneza
Do drugiego najazdu mongolskiego na Polskę doszło zimą 1259–1260 r. Władca Złotej Ordy Berke-chan, następca Batu-chana, wysłał na księcia halicko-wołyńskiego Daniela Halickiego armię pod wodzą Burundaja. Daniel Romanowicz ugiął się pod Burundajem i przysiągł mu wierność. Daniel wraz z księciem włodzimierskim Wasylkiem w roku 1258 wziął udział w kampanii przeciwko Wielkiemu Księstwu Litewskiemu i Rusi Czarnej. Mongołowie wraz z wspierającymi ich Rusinami postanowili następnie skierować swój oręż przeciwko królowi węgierskiemu Beli IV i księciu krakowskiemu Bolesławowi V Wstydliwemu. W 1259 roku chan Berke zaproponował Węgrom sojusz, którego gwarancją miało być małżeństwo królewicza węgierskiego Stefana z córką chana. Ponadto królewicz węgierski miał stanąć na czele własnych oddziałów wspomagających armię mongolską w planowanej wyprawie na Bolesława V Wstydliwego.

## Plan ataku
Celem najazdu mongolskiego miała być grabież i złupienie Polski, a także złamanie odbudowującej się gospodarczo i rosnącej w siłę Małopolski i ziemi sandomierskiej. Poprzez złamanie gospodarcze i militarne kraju Bolesława V Wstydliwego miano osiągnąć cel polityczny: odsunięcie księcia krakowskiego od spraw Księstwa Halickiego, Litwy i Królestwa Węgier. W celu realizacji założeń opracowany został plan, który w założeniach obejmował rozpoczęcie działań zaczepnych w rejonie Lublina i Zawichostu, dalej spenetrowanie ziemi sandomierskiej poprzez uderzenie dwiema kolumnami wojsk idącymi wzdłuż północnych i południowych stoków Gór Świętokrzyskich. Koncentracja podzielonej armii planowana była w rejonie Chęcin, a połączone oddziały miały kierować się na południe w kierunku Krakowa. Marszowi głównych kolumn mongolskich miały towarzyszyć akcje mniejszych oddziałów w celu rabunkowym oraz dezorientacji sił polskich co do kierunku posuwania się głównych sił. Nie sposób ocenić stanu liczebnego armii mongolskiej. Szacuje się, że liczyła maksymalnie trzy tümeny, czyli około 30 tys. zbrojnych. W szeregach armii Burundaja znajdowali się Rusini prowadzeni przez Daniela Halickiego i Wasylkę, Połowcy oraz oddziały litewskie bądź jaćwińskie.
W Małopolsce po wydarzeniach na Rusi Halickiej z 1258 liczono się z agresją mongolską na terytorium Polski. Dość uważnie przyglądano się wydarzeniom zza wschodniej granicy i mieszczanie krakowscy rozpoczęli przygotowania do obrony. Mimo to po opuszczeniu przez Mongołów ziem litewskich i ruskich zaniechano wszelkich przygotowań, a książęta polscy ponownie rzucili się w wir walk wewnętrznych. W październiku 1259, w przeddzień najazdu mongolskiego, książę wielkopolski Bolesław Pobożny, książę krakowski Bolesław V Wstydliwy oraz książę mazowiecki Siemowit I wspólnie podjęli udaną wyprawę przeciwko księciu kujawskiemu Kazimierzowi I.

## Przebieg
Armia mongolska pod dowództwem Burundaja weszła w polskie granice od strony Chełma, kierując się na Lublin, a dalej Zawichost. Mongołowie sforsowali Wisłę w rejonie Zawichostu i grabiąc osadę podeszli pod Sandomierz. Bogate miasto było łakomym kąskiem dla żądnych łupów najeźdźców, więc szybko przystąpiono do próby zdobycia grodu. Początek oblężenia datuje się na pierwszą połowę grudnia 1259. Do akcji oblężniczej skierowano głównie siły ruskie, natomiast silne oddziały mongolskie podjęły zgodnie z planem marsz w kierunku Gór Świętokrzyskich. Armia mongolska dokładnie spenetrowała północne stoki Gór Świętokrzyskich, łupiąc między innymi opactwo cysterskie w Wąchocku. Zagony najeźdźców dotarły pod Radom i Sulejów, który stał się zachodnim kresem marszu wydzielonego oddziału. W połowie stycznia 1260 oddział, który dotarł pod Sulejów, skierował się na południe ku Kielcom i Chęcinom w celu połączenia z armią mongolską działającą wzdłuż południowego zbocza Gór Świętokrzyskich.
W tym samym czasie po otrzymaniu informacji o udanej wyprawie wydzielonego oddziału siły mongolskie i ruskie rozłożone pod wałami Sandomierza zintensyfikowały działania oblężnicze. Nasilenie walk oblężniczych poprzez nieustanny ostrzał grodu i podgrodzia za pomocą machin miotających oraz burzenie wałów taranami przygotowało udany szturm, który zepchnął obrońców podgrodzia i zgromadzoną w nim ludność do warownego grodu. Po zdobyciu miasta oblegającym wojskom udało się jeszcze wywołać groźny pożar w umocnionym grodzie. Dzielny opór załogi sandomierskiej sprawił, że Mongołowie podjęli próbę negocjacji. Według Kroniki wielkopolskiej i Latopisu Halicko-Wołyńskiego uczestniczący w oblężeniu książęta ruscy jako posłowie doradzali dowódcy załogi grodu Piotrowi z Krępy, żeby w zamian za uzyskaną od Mongołów obietnicę bezpiecznego opuszczenia Sandomierza wydali gród. Obrońcy, mając perspektywę głodu i epidemii spowodowaną nadmiarem ludności cywilnej oraz widmo śmierci z rąk oblegających, postanowili przyjąć warunki Burundaja. 2 lutego 1260 roku poddali Sandomierz, jednakże Mongołowie zerwali warunki rozejmu. Opuszczająca warownię ludność została poddana selekcji, młodych wzięto w jasyr, pozostałych wymordowano, zaś sam gród złupiono i puszczono z dymem.
5 lutego główne siły mongolskie odeszły spod Sandomierza. Skierowały się na zachód, dokonując systematycznej grabieży południowych stoków Gór Świętokrzyskich. W tym czasie złupiono klasztor cysterski w Koprzywnicy i próbowano zająć klasztor benedyktyński na Świętym Krzyżu. O ewentualnym opanowaniu klasztoru źródła polskie jak i ruskie milczą. Zgodnie z planem armia pod wodzą Burundaja dotarła w rejon Chęcin i tam połączyła się z oddziałem obchodzącym Góry Świętokrzyskie od północnej strony. Około 10–12 lutego po koncentracji sił Burundaj rozpoczął realizację drugiej fazy najazdu – atak na Kraków. Wchodząc do dobrze zagospodarowanej i gęsto zaludnionej Małopolski, Burundaj szeroko rozsyłał swoje zagony, które bez pardonu grabiły, paliły, mordowały lub brały w niewolę ludność polską. Po drodze zostały splądrowane klasztory cystersów w Jędrzejowie oraz bożogrobców w Miechowie. Prawdopodobnie w drugiej połowie lutego trzon armii mongolskiej stanął pod Krakowem. Słabo opatrzone miasto zostało szybko opanowane przez agresora, który złupił też okoliczne miejscowości. Zniszczeniu uległy między innymi opactwa cystersów w Mogile i Szczyrzycu. Samego Wawelu Burundaj nie zdobywał. Nie decydując się na próbę opanowania umocnionej dwa lata wcześniej siedziby księcia krakowskiego, wódz Mongołów podjął akcję zaczepną, wysyłając silne oddziały w kierunku Bytomia. Ruch wojsk mongolskich miał na celu rozpoznanie sytuacji na granicy Śląska i Małopolski oraz wszczęcie akcji zaczepnej skierowanej przeciwko ewentualnej odsieczy książąt wrocławskich. Ostatecznie szlakiem na Brzeźnice i Jasło, prowadząc jeńców i bogate łupy, armia mongolska pod koniec marca 1260 roku opuściła Małopolskę.
Nagły atak Burundaja oraz jego perfekcyjne manewry uniemożliwiły szybką mobilizację ludności polskiej. Szacowana ilość ewentualnie zmobilizowanych sił polskich nie przekraczała 3 tys. zbrojnej jazdy i około 6 tys. piechoty. Dysproporcja sił była tak duża, że jedynym rozsądnym miejscem oporu stały się warowne grody i miasta. Otuchy też nie dawała postawa księcia krakowskiego Bolesława V Wstydliwego, który miast zabiegać o pomoc w ościennych dzielnicach lub też sam dawać przykład rycerstwu, schronił się wraz z żoną Kingą w Sieradzu.

## Skutki
Tak jak podczas poprzedniego najazdu z 1241, atak Mongołów na przełomie lat 1259 i 1260 wiązał się z wielkimi spustoszeniami, grabieżą i dezorganizacją kraju. Nakreślony przez Burundaja plan taktyczny został w pełni wykonany, zdobyto wozy z łupami, jasyr szacowany na blisko 10 tys. ludzi oraz dobra w postaci zwierząt domowych. Powiódł się także plan polityczny. Armia Burundaja zniszczyła sojusz antymongolski, załamała politykę zbliżenia polsko-ruskiego oraz ostatecznie uzależniła Ruś Halicko-Włodzimierską od Złotej Ordy. Wszystko to zostało osiągnięte bez większych strat własnych.
Akcja zbrojna Burundaja obnażyła niemoc Kościoła i papieża w ich działaniach nad stworzeniem silnego międzynarodowego bloku wymierzonego przeciwko Złotej Ordzie. Polityka papieska wobec Rusi Halickiej w pośredni sposób spowodowała najazdy mongolskie na Litwę, Ruś i Polskę, wywołując osłabienie gospodarcze i polityczne tych krajów. Osłabienie to oraz protekcyjna polityka papiestwa wobec zakonu krzyżackiego były bardzo korzystne dla tworzącego się nowego państwa w Prusach.